# Esther Kenworthy Waterhouse
Ester Kenworthy Waterhouse (1857-1944), nascido Esther Maria Kenworthy, foi uma artista Britânica, que expôs suas pinturas florais na Academia Real e em outros lugares.
Ela foi filha de James Lee Kenworthy, artista plástico e professor do distrito de Ealing, no Oeste de Londres; e de Elizabeth, uma professora de escola.
Ela se casou com o colega e artista John William Waterhouse , na igreja paroquial de Ealing, em 1883, e depois usou o nome Esther Kenworthy Waterhouse.  Inicialmente, eles viviam em uma colônia artística construída em Primrose Hill, onde as casas tinham estúdios.  Em torno de 1900, eles se mudaram para o distrito de St John's Wood.
Ela está sepultada, juntamente com seu marido, no Cemitério de Kensal Green.
O retrato dela feito por Waterhouse agora é propriedade da Galeria de Arte de Sheffield.